# Оук Хил (Канзас)
Оук Хил (енгл. Oak Hill) град је у америчкој савезној држави Канзас.

## Демографија
По попису из 2010. године број становника је 24, што је 11 (-31,4%) становника мање него 2000. године.
| Група             | 2000.       | 2010.      |
| Белци             | 35 (100,0%) | 23 (95,8%) |
| Афроамериканци    | 0 (0,0%)    | 0 (0,0%)   |
| Азијати           | 0 (0,0%)    | 0 (0,0%)   |
| Хиспаноамериканци | 0 (0,0%)    | 0 (0,0%)   |
| Укупно            | 35          | 24         |